# Tuberonotha
Tuberonotha (лат.) — род хищных насекомых из семейства мантиспид отряда сетчатокрылых.
Ареал: Палеарктика, Восточная часть и Австралазия. От Японии, Индии до Австралии.
Их можно отличить от других восточных и палеарктических родов по заметной неравномерно морщинистой переднеспинке, отчетливому сужению позади пятен, за которым следует заметный горб в средней зоне переднеспинки, отсутствие пигментации в крыльях и окраска тела. Они всегда преимущественно коричневые (T. regia желто-коричневые) с желтым задним краем тергитов, за исключением терминальных тергитов, которые полностью желтые (у всех видов, кроме T. regia)
Этот род очень похож на афротропический род Pseudoclimaciella. Главным морфологическим отличием является отсутствие пигментации на вершинах крыльев, которая присутствует у Pseudoclimaciella. В настоящее время выделяют шесть видов Tuberonotha, ожидающих ревизии.

## Виды
Список видов, согласно Global Biodiversity Information Facility:
1. Tuberonotha bouchardi (Navás, 1909)
2. Tuberonotha campioni (Navás, 1914)
3. Tuberonotha ferrosa (Navás, 1914)
4. Tuberonotha regia (Navás, 1930)
5. Tuberonotha sinica (C.-k.Yang, 1999)
6. Tuberonotha strenua (Gerstaecker, 1894)